# Czerwone Zagłębie

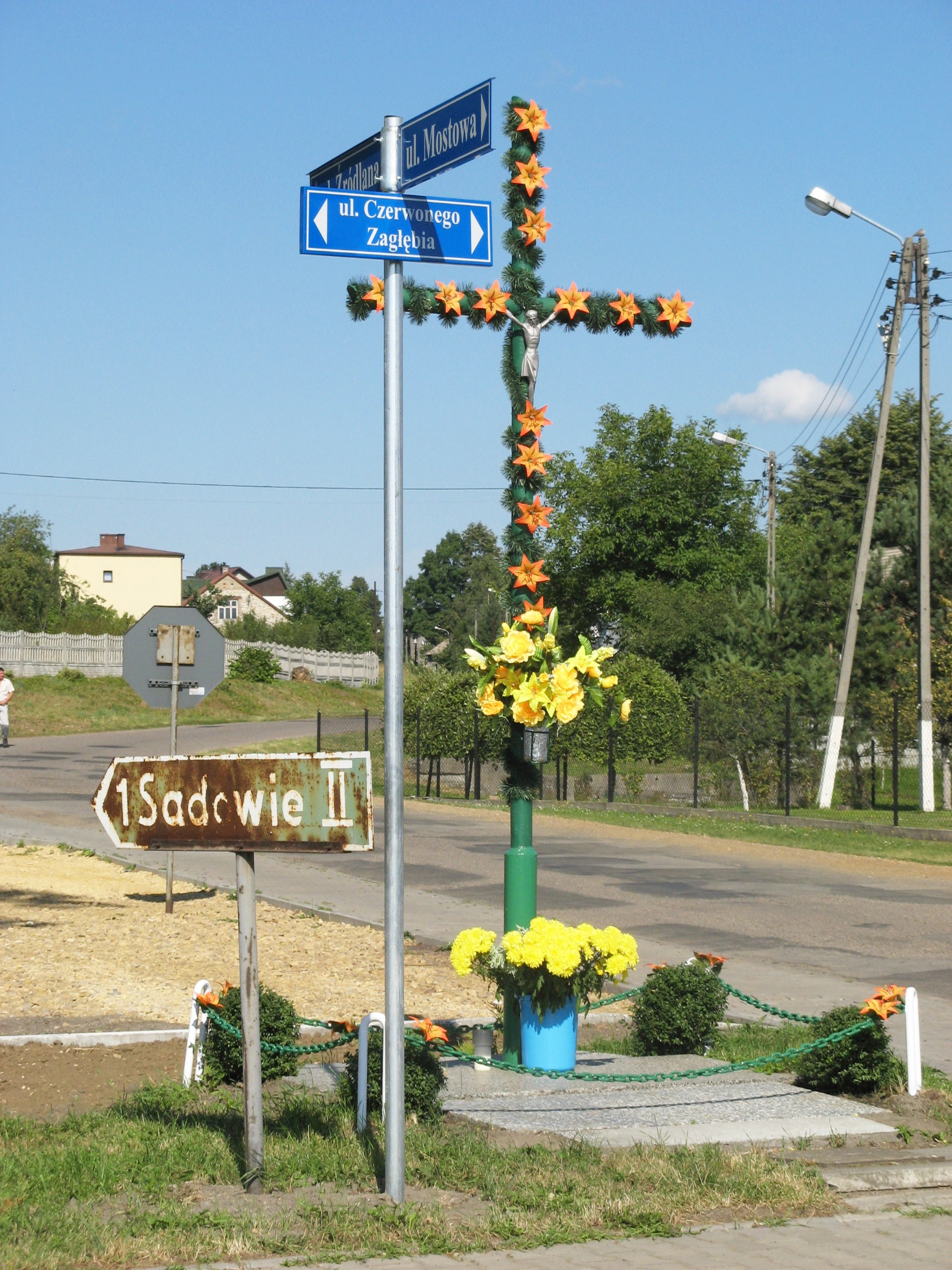
Ulica Czerwonego Zagłębia na skrzyżowaniu w Toporowicach

Czerwone Zagłębie – określenie używane w odniesieniu do Zagłębia Dąbrowskiego podkreślające silne związki regionu z ruchem robotniczym.
Zagłębie było na przełomie XIX i XX wieku najbardziej uprzemysłowionym regionem na ziemiach polskich pod zaborem rosyjskim. Tutaj duże wpływy miała Polska Partia Socjalistyczna, tu także na fali strajków w 1905 doszło do utworzenia krótkotrwałej Republiki Zagłębiowskiej.
W dwudziestoleciu międzywojennym wpływy środowisk robotniczych nie malały. Po II wojnie światowej tradycje robotnicze "Czerwonego Zagłębia" znacznie eksponowano, szczególnie w okresie, kiedy I sekretarzem PZPR był wywodzący się stąd Edward Gierek.